# Nekrolog 1704
Nekrolog
◄◄
| ◄
| 1700
| 1701
| 1702
| 1703
| 1704 | 1705 | 1706 | 1707 | 1708 | ► | ►►
Weitere Ereignisse | Allgemeiner Nekrolog 1704
Die Beschreibung der verstorbenen Person sollte so kurz wie möglich gehalten sein und nur deren signifikante Tätigkeit(en) enthalten.
Neue Namen ggf. auch unter dem Geburts- und Sterbedatum, also etwa unter 1. Januar und im Geburts- und Sterbejahr (2024) eintragen (nur bei entsprechender großer Wichtigkeit). Für Beispiele siehe die schon vorhandenen Artikel.
Außerdem über die fünf zuletzt Verstorbenen, zu denen es einen ausreichend guten Artikel für eine Präsentation auf der Hauptseite gibt, nach der todesbedingten Überarbeitung der Artikel ggf. auch unter Wikipedia Diskussion:Hauptseite informieren und sie am besten auch in den anderen Wikipedia-Sprachversionen eintragen. Tipp: Regelmäßig bei news.google.de nach „ist tot“, „gestorben“ oder „verstorben“ suchen.
Wenn eine Person gestorben ist, gibt es viele Seiten zu dieser Person in der Wikipedia, die davon auch betroffen sind und entsprechend aktualisiert werden müssen. Beispiele: Namenübersichtsseite, Geburtsjahr, Geburtsort-Seiten und viele mehr.
Wie finde ich die betroffenen Seiten?
Im Suchfeld auf der linken Seite gibt man den Suchbegriff so ein: „Vorname Nachname“. Dann klickt man auf Volltext und alle Seiten mit entsprechendem Suchtext werden aufgerufen. Hier sieht man dann schnell, wo auch das Todesjahr Sinn macht oder sogar ein Teil des Artikels angepasst werden muss. Auch hilft das „Werkzeug“ auf der linken Seite sehr gut, um solche Seiten aufzufinden: „Links auf diese Seite“. Somit ist die Wikipedia wieder aktuell in allen Bereichen! Hinweis: bei Eintragung der Kategorie „Gestorben JAHR“ wird der Missbrauchsfilter 49 ausgelöst, was jedoch nicht schlimm ist. Siehe: Spezial:Missbrauchsfilter/49
Dies ist eine Liste von im Jahr 1704 verstorbenen bekannten Persönlichkeiten. Die Einträge erfolgen innerhalb der einzelnen Daten alphabetisch sortiert. Tiere sind im Nekrolog für Tiere zu finden.

## Januar
| Tag        | Name                      | Beruf, bekannt als | Alter | Beleg |
| ---------- | ------------------------- | --- | ----- | ----- |
| 4. Januar  | Christian Friedrich Knorr | deutscher lutherischer Theologe, Konsistorialrat und Generalsuperintendent der Generaldiözese Grubenhagen und auf dem Harz | 57    |       |
| 4. Januar  | Giambattista Spinola      | Erzbischof von Genua, Kardinal der Römischen Kirche                                                                        | 88    |       |
| 8. Januar  | Lorenzo Bellini           | italienischer Anatom | 60    |       |
| 13. Januar | Hans Jakob Gessner        | Schweizer evangelischer Geistlicher                                                                                        |       |       |
| 15. Januar | Christoph Redecker        | deutscher Rechtswissenschaftler, Hochschullehrer und Rostocker Bürgermeister                                               | 51    |       |
| 26. Januar | Rudolf August             | Herzog von Braunschweig | 76    |       |
| 31. Januar | Christian Andreas Siber   | deutscher Pädagoge und lutherischer Theologe                                                                               | 41    |       |

## Februar
| Tag         | Name                                                        | Beruf, bekannt als                                                                                                  | Alter | Beleg |
| ----------- | ----------------------------------------------------------- | --- | ----- | ----- |
| 2. Februar  | Guillaume François Antoine, Marquis de L’Hospital           | französischer Mathematiker                                                                                          |       |       |
| 3. Februar  | Antonio Molinari                                            | italienischer Maler                                                                                                 | 49    |       |
| 4. Februar  | Elisabeth Juliane von Schleswig-Holstein-Sonderburg-Norburg | Herzogin von Schleswig-Holstein-Sonderburg-Norburg, durch Heirat Herzogin von Braunschweig-Wolfenbüttel             | 69    |       |
| 5. Februar  | Thomas Honstedt                                             | deutscher evangelisch-lutherischer Geistlicher, Hauptpastor am Lübecker Dom und Senior des Geistlichen Ministeriums | 61    |       |
| 8. Februar  | Philipp Jeningen                                            | deutscher Jesuit, Volksmissionar und Mystiker                                                                       | 62    |       |
| 11. Februar | Christoph Franck                                            | deutscher evangelischer Theologe                                                                                    | 61    |       |
| 11. Februar | Heiso Meyer                                                 | deutscher Glocken- und Geschützgießer                                                                               |       |       |
| 13. Februar | Franz Kaspar von Stadion                                    | deutscher Adeliger und Fürstbischof von Lavant (1673–1704)                                                          | 67    |       |
| 18. Februar | Johann Philipp von Arco                                     | Kommandant der Festung Alt-Breisach im Spanischen Erbfolgekrieg                                                     | 51    |       |
| 21. Februar | Johann Karl                                                 | Pfalzgraf von Pfalz-Gelnhausen                                                                                      | 65    |       |
| 23. Februar | Steven Blankaart                                            | niederländischer Mediziner, Chemiker, Pharmazeut und Entomologe                                                     | 53    |       |
| 23. Februar | Georg Muffat                                                | Komponist und Organist des Barock                                                                                   | 50    |       |
| 23. Februar | Enrico Noris                                                | italienischer Kirchenhistoriker, Kardinal, Bibliothekar                                                             | 72    |       |
| 24. Februar | Marc-Antoine Charpentier                                    | französischer Komponist                                                                                             |       |       |
| 25. Februar | Isabella Leonarda                                           | italienische Nonne und Komponistin                                                                                  | 83    |       |
| 26. Februar | Kandidus Pfister                                            | deutscher Zisterzienserabt                                                                                          |       |       |

## März
| Tag      | Name                        | Beruf, bekannt als                                                   | Alter | Beleg |
| -------- | --------------------------- | -------------------------------------------------------------------- | ----- | ----- |
| 1. März  | Joseph Parrocel             | französischer Maler des Barock                                       | 57    |       |
| 6. März  | Christian Alander           | schwedischer Philosoph und Musikschriftsteller                       | 44    |       |
| 8. März  | Giovanni Battista Costaguti | italienischer Kardinal der Römischen Kirche                          |       |       |
| 9. März  | Thomas Darley               | britischer Kaufmann                                                  | 39    |       |
| 13. März | Michael Müller              | deutscher Dichter                                                    | ≈31   |       |
| 19. März | Louis-Marie-Victor d’Aumont | französischer Adliger, Militär und Hofbeamter                        | 71    |       |
| 19. März | Imbert Rollaz du Rosey      | preußischer Generalmajor, Hauptmann der Brandenburger Schweizergarde |       |       |
| März     | John Gadbury                | englischer Astrologe                                                 | 77    |       |

## April
| Tag       | Name                                      | Beruf, bekannt als                                                                                             | Alter | Beleg |
| --------- | ----------------------------------------- | --- | ----- | ----- |
| 4. April  | Johann Jakob Buxtorf                      | Schweizer reformierter Theologe und Orientalist                                                                | 58    |       |
| 5. April  | Christian Ulrich I.                       | Herzog von Württemberg-Oels                                                                                    | 51    |       |
| 8. April  | Hiob Ludolf                               | deutscher Philologe, Begründer der Äthiopistik                                                                 | 79    |       |
| 10. April | Wilhelm Egon von Fürstenberg-Heiligenberg | deutscher Geistlicher, Bischof von Straßburg                                                                   | 74    |       |
| 11. April | Georg Christoph Strattner                 | deutscher Kirchenmusiker und Komponist                                                                         |       |       |
| 12. April | Jacques Bénigne Bossuet                   | französischer Bischof und Autor                                                                                | 76    |       |
| 14. April | Johann Adolf von Fürstenberg              | katholischer Geistlicher, außerdem Drost im Herzogtum Westfalen, Diplomat sowie Bauherr von Schloss Adolfsburg | 73    |       |
| 15. April | Johan Hudde                               | holländischer Mathematiker                                                                                     | 75    |       |
| 17. April | Ulrich Friedrich Gyldenlöwe               | dänischer Statthalter in Norwegen                                                                              | 65    |       |
| 20. April | Agnes Block                               | niederländische Mennonitin, Kunstsammlerin und Kunstmäzenin sowie Sammlerin tropischer Pflanzen                | 74    |       |
| 22. April | Bernhard Barnstorff                       | deutscher Mediziner                                                                                            | 58    |       |
| 26. April | Adam Friedrich von Trampe                 | dänischer General                                                                                              | 54    |       |

## Mai
| Tag     | Name                                           | Beruf, bekannt als                                                               | Alter | Beleg |
| ------- | ---------------------------------------------- | -------------------------------------------------------------------------------- | ----- | ----- |
| 3. Mai  | Heinrich Ignaz Franz Biber                     | böhmischer Geiger und Komponist                                                  | 59    |       |
| 3. Mai  | Estephane Boutros El Douaihy                   | maronitischer Patriarch                                                          | 73    |       |
| 7. Mai  | Gottschalk Anton von Wickede                   | deutscher Patrizier und Gutsbesitzer                                             | 46    |       |
| 10. Mai | Ezéchiel de Mélac                              | französischer General                                                            |       |       |
| 12. Mai | Charles Thomas de Lorraine-Vaudémont           | Prinz von Vaudémont und Feldmarschall in der österreichischen kaiserlichen Armee | 34    |       |
| 13. Mai | Louis Bourdaloue                               | französischer Jesuit und Prediger                                                | 71    |       |
| 14. Mai | Sebastian Bacmeister                           | deutscher lutherischer Geistlicher                                               | 57    |       |
| 21. Mai | Heinrich Elmenhorst                            | deutscher Theologe, Kirchenlieddichter und Verfasser von Opernlibretti           | 71    |       |
| 21. Mai | Hermann Werner von Wolff-Metternich zur Gracht | Fürstbischof von Paderborn                                                       | 78    |       |
| 24. Mai | Karl Dankwart                                  | deutsch-schwedischer Maler                                                       |       |       |
| 28. Mai | Konrad Feuerlein                               | deutscher lutherischer Theologe und Kirchenliedkomponist                         | 74    |       |
| 29. Mai | Johann Schadowitz                              | kroatischer Reiterobrist                                                         | 80    |       |
| 30. Mai | Emanuel Lebrecht                               | Fürst von Anhalt-Köthen                                                          | 33    |       |

## Juni
| Tag      | Name                             | Beruf, bekannt als                                                                                                   | Alter | Beleg |
| -------- | -------------------------------- | --- | ----- | ----- |
| 4. Juni  | Franz Ferdinand von Troilo       | Ritter des Ordens vom Heiligen Grab                                                                                  |       |       |
| 11. Juni | Johann Ulrich Mayr               | Maler des Barock |       |       |
| 11. Juni | Georg Vette                      | siebenbürger Apotheker                                                                                               | 58    |       |
| 14. Juni | Ralph Bathurst                   | britischer Chemiker, Arzt und Geistlicher                                                                            |       |       |
| 14. Juni | Jakob Anton von Krosigk          | Landrat und Unterdirektor der anhaltischen Fürstentümer                                                              | 80    |       |
| 16. Juni | Georg Franck von Franckenau      | deutscher Mediziner und Botaniker                                                                                    | 60    |       |
| 16. Juni | Hermann von Wachtendonk          | Großprior von Deutschland des Johanniterordens und Reichsfürst von Heitersheim                                       |       |       |
| 24. Juni | Anna Dorothea von Sachsen-Weimar | Äbtissin des Stifts Quedlinburg                                                                                      | 46    |       |
| 27. Juni | Jakob Potma                      | deutscher Maler, kurfürstlicher bayerischer Hofmaler und Kammerdiener von Kurfürst Maximilian II. Emanuel von Bayern |       |       |
| 27. Juni | Elisabeth Helene von Vieregg     | Mätresse von König Friedrich IV. von Dänemark und Norwegen                                                           | 25    |       |

## Juli
| Tag      | Name                                                  | Beruf, bekannt als                                                                         | Alter | Beleg |
| -------- | ----------------------------------------------------- | ------------------------------------------------------------------------------------------ | ----- | ----- |
| 1. Juli  | Guillaume Vallet                                      | französischer Kupferstecher                                                                | 71    |       |
| 2. Juli  | August Ferdinand von Braunschweig-Wolfenbüttel-Bevern | Generalmajor des niedersächsischen Kreises                                                 | 26    |       |
| 2. Juli  | Johann Adolf                                          | Herzog von Schleswig-Holstein-Sonderburg-Plön                                              | 70    |       |
| 2. Juli  | Abraham Tillier                                       | bernisches Ratsmitglied, Venner und Welscheckelmeister                                     | 69    |       |
| 2. Juli  | David Adolph von Wulffen                              | königlich preußischer Brigadier, Chef des Infanterie-Regiments Nr. 9, Kommandant von Wesel |       |       |
| 6. Juli  | Hieronymus Dürer                                      | deutscher Schriftsteller und Theologe                                                      | 62    |       |
| 9. Juli  | Hermann Otto II. von Limburg-Styrum                   | kaiserlicher Generalfeldmarschall                                                          | 58    |       |
| 11. Juli | Marcus Conrad Dietze                                  | deutscher Bildhauer und Architekt                                                          | 46    |       |
| 14. Juli | Sofia Alexejewna                                      | Regentin von Russland (1682–1689)                                                          | 46    |       |
| 14. Juli | Karl Friedrich Rieck                                  | deutscher Violinist und Komponist                                                          |       |       |
| 24. Juli | Honorius Aigner                                       | österreichischer Benediktinerabt                                                           |       |       |
| 30. Juli | Karl Schrenck                                         | katholischer Theologe, Abt des Stift Sankt Peter (Salzburg)                                | 44    |       |

## August
| Tag        | Name                                   | Beruf, bekannt als                                                                                          | Alter | Beleg |
| ---------- | -------------------------------------- | --- | ----- | ----- |
| 5. August  | Daniele Marco Dolfin                   | italienischer Geistlicher, Titularerzbischof von Damascus, Apostolischer Nuntius in Frankreich und Kardinal | 50    |       |
| 7. August  | Paul von Fuchs                         | brandenburgischer Minister                                                                                  | 63    |       |
| 15. August | Dominicus Bassus                       | deutscher Jurist                                                                                            |       |       |
| 15. August | Marie-Madeleine de Rochechouart        | französische Äbtissin                                                                                       |       |       |
| 19. August | Petrus Francius                        | niederländischer Altphilologe                                                                               | 59    |       |
| 19. August | Jane Leade                             | christliche Mystikerin                                                                                      | 81    |       |
| 20. August | Friedrich Wilhelm Stosch               | deutscher Theologe und Philosoph                                                                            | 55    |       |
| 23. August | Jacob Bock                             | Angolaner in Wien                                                                                           |       |       |
| 24. August | Ludolf Hugo                            | deutscher Jurist und Politiker                                                                              |       |       |
| 27. August | Augustin Voit                          | deutscher Benediktinerabt                                                                                   |       |       |
| 29. August | Johann Adolf                           | Graf von Tecklenburg und Limburg, Herr von Rheda                                                            | 66    |       |
| 30. August | Andreas Habichhorst                    | deutscher evangelischer Theologe und Hochschullehrer                                                        | 70    |       |
| August     | Francis Taaffe, 3. Earl of Carlingford | Militärbefehlshaber und Politiker                                                                           |       |       |

## September
| Tag           | Name                           | Beruf, bekannt als                      | Alter | Beleg |
| ------------- | ------------------------------ | --------------------------------------- | ----- | ----- |
| 4. September  | Anthonius Lucius               | deutscher Rechtswissenschaftler         | 69    |       |
| 6. September  | Francesco Provenzale           | italienischer Komponist                 |       |       |
| 21. September | Maria Antonia Scalera Stellini | italienische Dichterin und Dramatikerin | 70    |       |
| 28. September | Jacob Henning                  | deutscher evangelischer Theologe        | 71    |       |

## Oktober
| Tag         | Name                                   | Beruf, bekannt als                                                                                        | Alter | Beleg |
| ----------- | -------------------------------------- | --- | ----- | ----- |
| 1. Oktober  | Cornelis Dusart                        | niederländischer Maler und Radierer                                                                       | 44    |       |
| 2. Oktober  | Carlo Barberini                        | italienischer Kardinal                                                                                    | 74    |       |
| 3. Oktober  | Jean-Baptiste Denis                    | französischer Arzt Ludwigs XIV., erste dokumentierte Bluttransfusion                                      |       |       |
| 6. Oktober  | Marquard Rudolf von Rodt               | Bischof von Konstanz                                                                                      | 60    |       |
| 7. Oktober  | Cyriakus Günther                       | deutscher Kirchenlieddichter                                                                              | 54    |       |
| 8. Oktober  | Mukai Kyorai                           | japanischer Lyriker                                                                                       |       |       |
| 12. Oktober | Hieronymus von Dorne                   | Bürgermeister der Hansestadt Lübeck                                                                       | 58    |       |
| 12. Oktober | Jacques-Henri de Durfort, duc de Duras | Marschall von Frankreich                                                                                  | 79    |       |
| 24. Oktober | Nikolaus von Zitzewitz                 | Abt des Klosters Huysburg, Diplomat                                                                       | 70    |       |
| 26. Oktober | Karl Bernhard Klinckowström            | Kammerpage und Günstling des schwedischen Königs Karl XII.                                                | 22    |       |
| 26. Oktober | Jakob de Petersen                      | dänischer Truchsess, Kammerherr und Politiker                                                             | 82    |       |
| 28. Oktober | John Locke                             | englischer Philosoph und Ökonom                                                                           | 72    |       |
| 30. Oktober | Friederike Amalie von Dänemark         | dänische Prinzessin und als Ehefrau von Herzog Christian Albrecht Herzogin von Schleswig-Holstein-Gottorf | 55    |       |

## November
| Tag          | Name                                               | Beruf, bekannt als                                                                                    | Alter | Beleg |
| ------------ | -------------------------------------------------- | --- | ----- | ----- |
| 1. November  | Johann Ludwig I.                                   | Fürst von Anhalt-Zerbst                                                                               | 48    |       |
| 1. November  | Heinrich Schmettau                                 | deutscher reformierter Theologe                                                                       | 75    |       |
| 4. November  | Andreas Acoluthus                                  | deutscher Orientalist und Sprachforscher                                                              | 50    |       |
| 11. November | Johann Georg Knoll                                 | deutscher Architekt und Baumeister                                                                    |       |       |
| 16. November | Friedrich von der Asseburg                         | Ritter des Deutschen Ordens                                                                           |       |       |
| 17. November | Valentin Heins                                     | deutscher Rechenmeister                                                                               | 67    |       |
| 20. November | Charles Plumier                                    | französischer Botaniker und Forschungsreisender                                                       | 58    |       |
| 28. November | Magdalena Claudia von Pfalz-Zweibrücken-Birkenfeld | Pfalzgräfin von Pfalz-Zweibrücken-Birkenfeld-Bischweiler und durch Heirat Gräfin von Hanau-Münzenberg | 36    |       |

## Dezember
| Tag          | Name                                | Beruf, bekannt als                                                                 | Alter | Beleg |
| ------------ | ----------------------------------- | ---------------------------------------------------------------------------------- | ----- | ----- |
| 1. Dezember  | Joan Huydecoper van Maarsseveen     | Bürgermeister von Amsterdam                                                        | 79    |       |
| 6. Dezember  | Johann Martin von Eyb               | Diözesan- und Fürstbischof von Eichstätt                                           | 74    |       |
| 9. Dezember  | Johann Rudolf von Wämpl             | kurfürstlich bayerischer Geheimer Ratskanzler                                      |       |       |
| 11. Dezember | Roger L’Estrange                    | englischer Politiker, Tory, Royalist, Flugblattschreiber                           | 87    |       |
| 20. Dezember | Johann Andreas Eisenmenger          | deutscher Hebraist, Professor für Hebräische Sprache an der Universität Heidelberg |       |       |
| 22. Dezember | Paolo Boccone                       | italienischer Botaniker                                                            | 71    |       |
| 24. Dezember | Christoph Friedrich I. von Bismarck | preußischer Generalmajor und Kommandant der Festung Küstrin                        | 52    |       |
| 27. Dezember | Hans Albrecht von Barfus            | brandenburgisch-preußischer Generalfeldmarschall                                   |       |       |
| 28. Dezember | Johann Reinhard Hedinger            | deutscher evangelischer Theologe                                                   | 40    |       |

## Datum unbekannt
| Tag | Name                        | Beruf, bekannt als                                                          | Alter | Beleg |
| --- | --------------------------- | --------------------------------------------------------------------------- | ----- | ----- |
|     | Jan Jiři Abersbach          | böhmischer Priester und Komponist                                           | ≈50   |       |
|     | Pancratius Caprez           | Schweizer reformierter Pfarrer                                              |       |       |
|     | Menno van Coehoorn          | niederländischer General der Artillerie und Festungsexperte                 |       |       |
|     | Peter Elster                | böhmischer Unternehmer                                                      |       |       |
|     | Basile de Glemona           | Missionar und Sinologe                                                      |       |       |
|     | Leonhard Heckenauer         | deutscher Kupferstecher                                                     |       |       |
|     | Egbert van Heemskerk II     | niederländischer Bauernmaler, Genremaler und Zeichner                       |       |       |
|     | Johann Heiss                | süddeutscher Barockmaler                                                    |       |       |
|     | Johann Adolph Höltich       | Stadtschreiber von Mölln und Jurist zu Lübeck                               |       |       |
|     | Gottfried Keller            | deutscher Komponist des Barock                                              |       |       |
|     | Elias Loccelius             | brandenburgischer Chronist                                                  |       |       |
|     | Otto Lochmann               | kurfürstlich-hannoverscher Fourier, Kurier und Sänften-Unternehmer          |       |       |
|     | Charles de l’Ostange        | kurfürstlich brandenburgischer Oberst und Chef des Kürassierregiments Nr. 6 |       |       |
|     | Mustafa II.                 | Sultan des Osmanischen Reiches (1695–1703)                                  |       |       |
|     | Heinrich Schmutze           | preußischer Ingenieur-Hauptmann                                             |       |       |
|     | Wouter Schouten             | niederländischer Chirurg und Schriftsteller                                 |       |       |
|     | Johann Christoph Sebastiani | Architekt und Hofbaumeister                                                 |       |       |
|     | Selim I. Giray              | Khan der Krim                                                               |       |       |